# Toivo Kärki
Toivo Pietari Johannes Kärki (n. 3 decembrie 1915, Pirkkala, Marele Principat al Finlandei, Imperiul Rus – d. 30 aprilie 1992, Helsingfors, Finlanda) a fost un compozitor, pianist, acordeonist și aranjor⁠(d) finlandez, director de producție⁠(d) al casei de discuri Finnlevy⁠(d). Este amintit în special ca partener de lucru al lui Reino Helismaa.
A creat în jur de 1 400 de cântece – multe din ele în versiuni diferite. Post-mortem, până în 2021, au fost înregistrate încă aproximativ 170 de cântece scrise de el. A compus muzică pentru aproximativ 50 de filme, precum și pentru numeroase piese de teatru și scenete radio. De asemenea, a realizat un număr mare de aranjamente ale compozițiilor altor muzicieni. A „descoperit” și a mentorat zeci de cântăreți, mulți dintre ei încă activi.
În unele surse se afirmă că în anii 1940-1944 Kärki a scris și versuri pentru cântece. În realitate, este vorba de verișoara lui, Auvo Kurvinen⁠(d) (în ciuda prenumelui masculin), care a dorit ca opera sa să-i fie atribuită lui Kärki.
În 1987, Kärki a fost numit de un juriu profesionist drept unul dintre cele mai influenți 70 de oameni de la independența Finlandei. În 2004, a fost inclus în sondajul „Mari finlandezi⁠(d)” pe o listă preliminară întocmită de experți, dar nu a pătruns în lista finală a celor mai mari 100 de finlandezi din toate timpurile din cauza lipsei de popularitate în cadrul votului public.

## În cultura populară
Toivo Kärki a fost abordat ca personaj în mai multe filme: Kulkuri ja joutsen⁠(d) („Lebăda și călătorul”) și Rentun ruusu⁠(d) („Trandafirul ticălosului”; ambele în regia lui Timo Kuivosalo⁠(d), în ambele jucat de Matti Mäntylä⁠(d)), Olavi Virta⁠(d) (jucat de Hannu-Pekka Björkman⁠(d)), Love Records – Anna mulle Lovee⁠(d) (regie Aleksi Mäkelä⁠(d), jucat de Pirkka-Pekka Petelius⁠(d)) și Olen suomalainen⁠(d) („Popă de cupă”; jucat de Aake Kalliala⁠(d)). În 2020, în toiul pandemiei de coronavirus, în scopuri caritabile a fost lansat cântecul „Uuden edessä⁠(d)”, la interpretarea căruia au participat peste 150 de muzicieni finlandezi. Participanții și-au asumat numele colectiv „Toivon kärki”, în memoria compozitorului.